# Caso Finaly
El caso Finaly fue una disputa legal sobre la custodia y el secuestro de Robert y Gerald Finaly, dos niños judíos cuyos padres fueron asesinados en el Holocausto. La lucha por la custodia resultó en cargos de secuestro contra Antoinette Brun, la tutora de los niños durante la guerra, quien desafió las órdenes judiciales de entregar a los niños a sus familiares sobrevivientes después de la Segunda Guerra Mundial. Miembros de la Iglesia católica también fueron acusados de secuestro después de esconder a los niños en instituciones católicas.
El caso Finaly tuvo amplia cobertura en la prensa francesa. En 2020, documentos desclasificados como parte del archivo del Papa Pío XII revelaron que el cardenal de Francia, Pierre-Marie Gerlier, había prestado colaboración a través de sus allegados para ocultar a los niños cuando su familia intentaba rescatarlos.

## Segunda Guerra Mundial
El doctor Fritz Finaly y su esposa Anni escaparon de Austria después de que ésta fuera anexada por la Alemania nazi. Ambos se establecieron en Grenoble, Francia, en 1939. La pareja esperaba escapar a Bolivia, pero no pudieron conseguir un pase seguro debido a las restricciones de inmigración. A Fritz, médico, no se le permitió ejercer la medicina en Grenoble debido a las leyes antisemitas implementadas por el gobierno de Vichy. Los dos hijos de Finaly, Robert (nacido en 1941) y Gerald (n. 1942), nacieron en Francia.
Temiendo por la seguridad de sus hijos, los Finaly dejaron a Robert y Gerald en la guardería Saint-Vincent de Paul en Meylan el 10 de febrero de 1944 y compartieron la ubicación de los niños con una amiga de la familia, Marie Paupaert. Fritz y Anni fueron detenidos por la Gestapo y enviados al campo de internamiento de Drancy el 14 de febrero. Fueron deportados a Auschwitz el 7 de marzo de ese año, donde fueron asesinados.
Paupaert pronto trasladó a los niños al convento de Notre-Dame de Sion. Las hermanas del convento dejaron a los niños con la directora de la escuela, Antoinette Brun.

## Posguerra

### Batalla por la custodia
En febrero de 1945, Marguerite Fischel, una de las tres hermanas de Fritz Finaly, se enteró de la suerte de su familia y, en mayo del mismo año, obtuvo los permisos de inmigración necesarios para que sus sobrinos se reunieran con ella en Nueva Zelanda. Fischel se puso en contacto con Brun para pedirle ayuda con los preparativos del viaje, pero Brun no se comprometió a enviar a los niños. Luego, Brun hizo que un juez la nombrara tutora provisional de los niños después de ocultar la existencia de familiares supervivientes.
Auguste Fritz, la viuda del hermano de Fritz, Richard, que también había sido asesinado en el Holocausto, apeló a Brun en persona el 25 de octubre de 1946. Brun se negó a entregar a los niños y, según Auguste, afirmó que «los judíos no están agradecidos».
Marguerite Fischel solicitó ayuda al alcalde de Grenoble, al ministro de Asuntos Exteriores francés y a la Cruz Roja, pero no tuvo éxito. Se acercó al obispo de Auckland, quien apeló al obispo de Grenoble a través del arzobispo de Westminster. El obispo de Grenoble habló con Brun, quien todavía se negaba a entregar a los niños a sus familiares. Durante su conversación con Brun, el obispo de Grenoble se enteró de que Brun había hecho bautizar a los niños, aunque no lo reveló en su respuesta de julio de 1948 a la familia. En su correspondencia con el obispo de Auckland, el obispo de Grenoble afirmó que se oponía firmemente a devolver los niños a su tía.
Después de tres años de intentar conseguir la custodia de Robert y Gerald, su familia solicitó la ayuda de Moïse Keller, un amigo judío de la familia en Grenoble. Keller habló con Brun en 1949, momento en el que ella le reveló que había bautizado a los niños. Keller ayudó a la hermana de Fritz, Hedwig Rosner, a llevar el caso a los tribunales. Entre 1949 y 1952, se ordenó a Brun que entregara a los niños a su familia varias veces, pero los abogados de Brun apelaron con éxito las sentencias por tecnicismos.
En 1952, los chicos Finaly revelaron que sólo veían a Brun dos o tres veces al año. Desde los cuatro o cinco años, Robert y Gerald fueron atendidos principalmente en instituciones dirigidas por las monjas de Notre-Dame de Sion en París, Grenoble y Marsella.

### Cargos de secuestro e intentos de soborno
El 11 de junio de 1952, los tribunales insistieron una vez más en que Brun entregara a los niños a su familia. Brun perdió su apelación final en julio del mismo año, pero no presentó a los niños como se le ordenó. La hermana Antonine de Notre-Dame de Sion escondió a los niños en el colegio Notre-Dame de la Viste de Marsella con los nombres de Louis y Marc Quadri. Luego, las monjas trasladaron a los niños entre instituciones católicas en Lugano, Suiza, París, Voiron, Marsella y Bayona, donde fueron escondidos bajo los nombres de Francois Martella y Antoine Olivieri.
El 12 de agosto de 1952, el hermano de Anni Finaly y el tío de los niños, Otto Schwartz, recibieron la visita de Eugen Berthold, un padre franciscano de Viena. Schwartz vivía en Gmuend, Austria, después de regresar del exilio en Shanghái. Berthold le presentó a Schwartz una carta de Brun en la que le pedía que la designara tutora de los niños para poder inscribirlos en una escuela pública. Schwartz estaba al tanto del caso de custodia y no proporcionó una declaración firmada. El 12 de septiembre, Berthold escribió una carta a Schwartz siguiendo las instrucciones de Brun. En la carta, Brun se ofreció a pagar el billete de tren de Schwartz para que pudiera visitar a los niños en un monasterio franciscano en Estrasburgo. Schwartz viajó 34 horas hasta Estrasburgo y visitó el monasterio dos veces a su llegada, pero Brun se negó a presentar a los niños. Brun afirmó que los niños estaban ahora en un convento en Grenoble y se ofreció a llevar a Schwartz hasta allí. Schwartz aceptó, tras lo cual Brun afirmó que había mentido y que los niños estaban en realidad en una escuela en Chambéry, pero Schwartz no era bienvenido allí. Brun intentó sobornar a Schwartz para que dijeran que él la había visitado en Navidad o Semana Santa y que le había otorgado la tutela. Brun declaró entonces que conocía una cuenta en un banco suizo a nombre de Fritz Finaly y que le proporcionaría a Schwartz los documentos necesarios para acceder a la cuenta si aceptaba un acuerdo de custodia. Schwartz se negó y presentó una declaración jurada detallando sus tratos con Brun.
Brun fue detenida por secuestro el 16 de septiembre de 1952. Fue puesta en libertad en noviembre, decisión a la que se opuso la fiscalía. La decisión resultó en una mayor cobertura mediática e interés en el caso.
Brun fue arrestada el 29 de enero de 1953, pero aun así se negó a revelar la ubicación de los niños. Temiendo que encontraran a los niños, la madre Antonina hizo que unos sacerdotes los condujeran a pie a través de los Pirineos hasta San Sebastián, España. La madre Antonine fue arrestada y acusada de secuestro en febrero de 1953. Casi al mismo tiempo, decenas de cómplices fueron detenidos. Las fotos de los arrestos atrajeron la atención nacional sobre el caso.

### Negociaciones
El cardenal Gerlier de Francia y Jacob Kaplan, rabino jefe de París, negociaron las condiciones del regreso de los niños en marzo de 1953. La Iglesia no presionó a los monjes españoles para que devolvieran a los niños, quienes continuaron ocultando a Robert y Gerald durante tres meses más.
Los niños fueron entregados a Germaine Ribière, colaboradora del cardenal Gerlier, el 26 de junio de 1953. Hedwig Rosner recibió la tutela legal de Robert y Gerald y voló con los niños a Tel Aviv, Israel el 25 de julio de ese año.

## Actualidad
Para septiembre de 2020, Robert Finaly es médico y Gerald Finaly, quien ahora se llama Gad, es un ingeniero. Ambos hermanos residen en Israel.

## Archivos del papa Pío XII
En marzo de 2020, el Vaticano abrió los registros del Papa Pío XII de la época de la Segunda Guerra Mundial. Los documentos muestran que el Vaticano jugó un papel en mantener a los niños escondidos e inicialmente insistió en que los niños siguieran siendo católicos cuando regresaran con su familia.